# Nu bambiniello e tre San Giuseppe
Nu bambiniello e tre San Giuseppe è una commedia teatrale in lingua napoletana scritta da Gaetano Di Maio e Nino Masiello (o Masello) nel 1981 e portata in scena lo stesso anno al Teatro Sannazaro dalla compagnia stabile di Luisa Conte, con protagonisti la stessa Conte e Nino Taranto.
La commedia è fra i maggiori successi di Di Maio ed è stata più volte replicata negli anni successivi. Nel 2002 è andata in scena sempre al Teatro Sannazaro una nuova versione della commedia sotto la regia di Leopoldo Mastelloni.

## Trama
L'azione si svolge da principio in un piccolo paese della provincia di Napoli. Carmelina, indotta dalla madre Eleonora, decide di recarsi a Roma, a Cinecittà, per intraprendere la carriera da attrice. Nonostante i suoi sforzi, trova solo una piccola parte in un film pornografico dove appare nuda.
Il film viene visto dai suoi compaesani, che bollano Carmelina come una "svergognata", e anche dal suo fidanzato Giovannino che era emigrato in Germania par trovare un lavoro. Si scopre in seguito che Carmelina è incinta, senza però sapere chi sia il padre poiché ha intrattenuto rapporti contemporaneamente con tre uomini: l'avvocato Pianese, Nicolino e Luigino. Dopo una lunga serie di equivoci e colpi di scena, la situazione si risolve nel finale.